# Rue des Tanneurs (Liège)
Pour les articles homonymes, voir Rue des Tanneurs.
La rue des Tanneurs (en wallon : Tèneûrowe)  est une rue ancienne de Liège (Belgique) située dans le quartier d'Outremeuse.

## Odonymie
Le métier de tanneur était historiquement l'un des XXXII bons métiers de Liège. Quelques autres voiries de la cité ardente portent encore le nom de ces bons métiers comme la rue Lulay-des-Fèbvres, l'impasse des Drapiers, les degrés des Tisserands ou la rue des Brasseurs. Par ailleurs, il existe aussi un quai des Tanneurs situé à proximité de la rue. Autrefois, la rue et le quai faisaient partie de la même voirie qui date au moins du XIVe siècle.

## Situation et description
Cette petite rue plate et rectiligne mesure approximativement 115 mètres. Elle applique un sens unique de circulation automobile de la place Sainte-Barbe vers le quai Sainte-Barbe. 

## Architecture
La rue est constituée de demeures érigées principalement au XVIIe siècle et au XVIIIe siècle. Parmi les immeubles de la rue, ceux situés aux numéros 11/13, 17, 27, 35, 37 et 39 sont repris à l'inventaire du patrimoine culturel immobilier de la Wallonie.
La maison des Tanneurs sise au no 35 compte trois travées et deux étages. Elle a été construite en 1764 à la place de maisons plus anciennes datant de 1331 et 1452 déjà dédiées à la corporation des tanneurs.
Au no 39, l'immeuble bâti pendant la première partie du XVIIe siècle est repris sur la liste du patrimoine immobilier classé de Liège depuis 1978. Il possède quatre travées, trois étages et des baies à meneau aux deux étages supérieurs.

## Voiries adjacentes
- Quai Sainte-Barbe
- Rue Devant-les-Écoliers
- Place Sainte-Barbe